# یاسویوکی کوواهارا
یاسویوکی کوواهارا (به انگلیسی: Yasuyuki Kuwahara) بازیکن فوتبال اهل ژاپن و عضو تیم ملی فوتبال ژاپن است که در تاریخ ۱۴ دسامبر ۱۹۶۶ میلادی اولین بازی ملی‌اش را انجام داد. او در ۱۲ بازی ملی حضور داشت و آخرین بازی ملی خود را در تاریخ ۳۱ ژوئیه ۱۹۷۰ میلادی انجام داد. یاسویوکی کوواهارا در بازی‌های ملی‌اش
۵ گل به ثمر رساند.